# Semyon Bychkov
Pour les articles homonymes, voir Semion Bytchkov et Bytchkov.
Semyon Bychkov (en russe : Семён Маевич Бычков, Semion Maïevitch Bytchkov), né le 30 novembre 1952 à Léningrad, est un chef d'orchestre soviétique naturalisé américain.

## Biographie
Semyon Bychkov étudie à l'école des chœurs Glinka de Léningrad pendant dix ans, puis au conservatoire de Léningrad. En 1973, il remporte le concours de direction Rachmaninov et se voit proposer la direction de l'orchestre philharmonique de Léningrad en remplacement d'Evgueni Mravinski. Cependant, le contrat est annulé en raison des opinions politiques de Bychkov.
En 1974, il quitte l'Union soviétique. Il prend la direction de l'orchestre de Grand Rapids de 1980 à 1984. En 1983, il obtient la nationalité américaine. De 1989 à 1998, il est directeur de l'Orchestre de Paris. Il s'installe ensuite à Cologne comme chef de l'orchestre symphonique de la WDR de Cologne (1997-2010).
En 2018, il succède à Jiří Bělohlávek à la direction de l'Orchestre philharmonique tchèque,. En 2022, il est renouvelé à son poste pour une durée de cinq ans.
Le 25 juillet 2024, il dirige Tristan et Isolde en ouverture du festival de Bayreuth avec Andreas Schager et Camilla Nylund dans les rôles titres.

### Famille
Bychkov est marié à la pianiste Marielle Labèque. Il est francophone.
Le chef Yakov Kreizberg est son demi-frère.

## Récompenses
- International Opera Award dans la catégorie « Chef d'orchestre » (2015)[5]

## Discographie
- Stabat Mater de Gioachino Rossini, Carol Vaness, Cecilia Bartoli, Francisco Araiza, Ferruccio Furlanetto, Orchestre symphonique de la Radiodiffusion bavaroise, Dir. Semyon Bychkov. Philips Classics 1990[6].